# Tritonia australis
Tritonia australis is een slakkensoort uit de familie van de Tritoniidae. De wetenschappelijke naam van de soort is voor het eerst geldig gepubliceerd in 1898 door Bergh.